# Margaret Ann Chapman
Margaret Ann Chapman   (Dunedin, 14 de gener de 1937 - Hamilton, 23 de maig de 2009) va ser una limnòloga, una de les primeres científiques de Nova Zelanda a visitar l'Antàrtida, i la primera dona a dirigir una expedició científica a l'Antàrtida. El llac Chapman, a la dependència de Ross, a l'Antàrtida, va rebre aquest nom en homenatge a aquesta científica. Chapman va passar la major part de la seva carrera docent a la Universitat de Waikato.

## Joventut i estudis
Chapman va néixer a Dunedin el 14 de gener de 1937 i va estudiar a Southland Girls' High School i en Otago Girls' High School.
Es va graduar amb un màster en Ciències a la Universitat d'Otago el 1960; la seva tesi va ser sobre la taxonomia i l'ecologia dels ostracodes d'aigua dolça de Nova Zelanda. Va treballar a la Junta d'Aigua de Sydney (Austràlia) abans de mudar-se a Escòcia per estudiar un doctorat a la Universitat de Glasgow, que va completar el 1965. La seva tesi doctoral es va titular «Estudis ecològics en el zooplàncton de Loch Lomond».

## Carrera professional

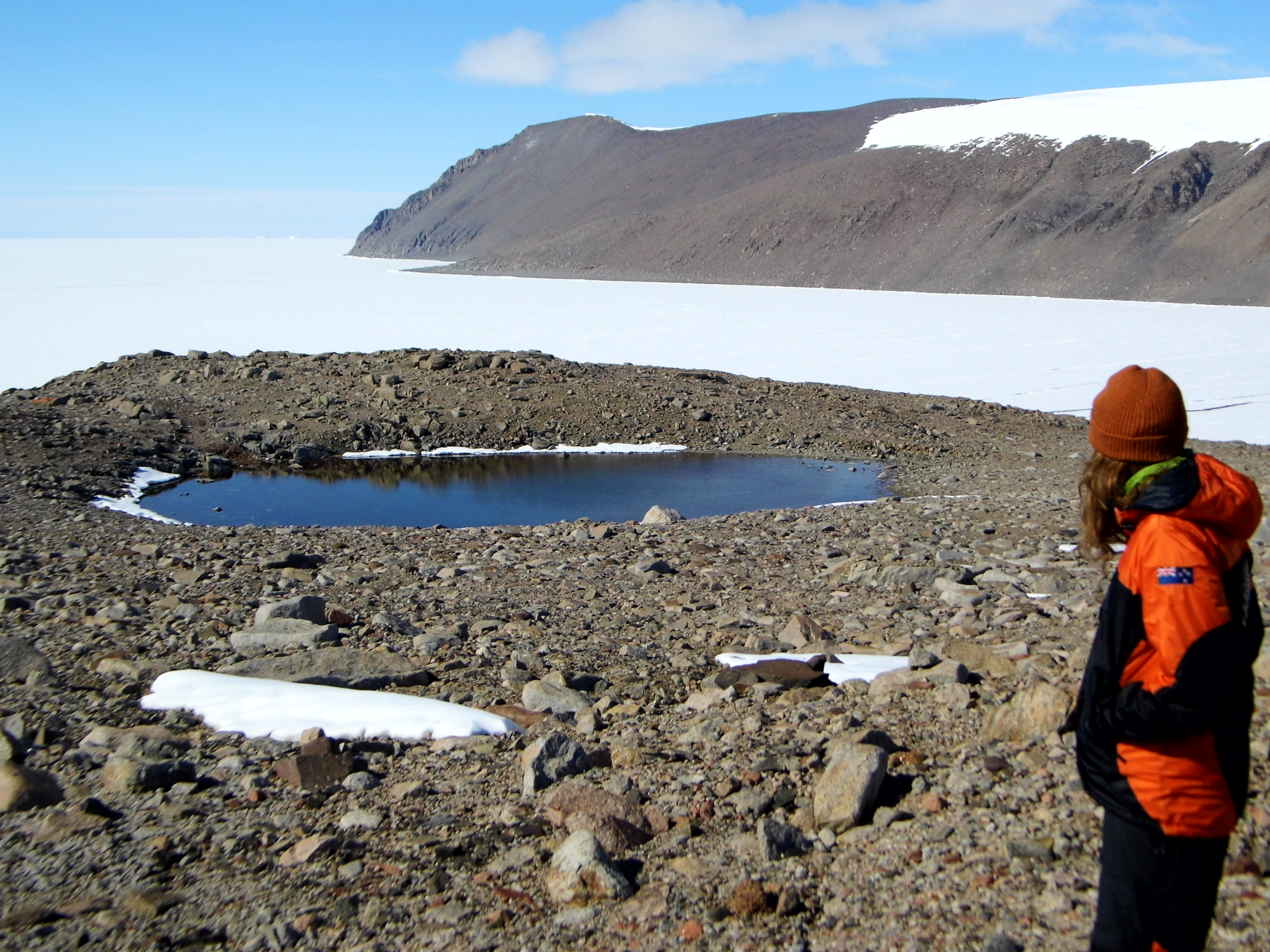
El llac Chapman a l'Antàrtida s'anomena així en homenatge a Chapman

Va treballar a la Universitat de Glasgow i a la Universitat d'Auckland abans de ser nomenada professora titular a la Universitat de Waikato el 1970, i va ascendir a Reader el 1975. Va romandre a la Universitat de Waikato fins a la seva jubilació el 1996.
El 1971 va dirigir una expedició científica de tres setmanes a l'Antàrtida, que la va convertir en una de les primeres dones del continent i la primera dona a dirigir una expedició antàrtica. El llac Chapman, prop del port de Granite, en la dependència de la mar de Ross a l'Antàrtida, porta el nom de Chapman.
Chapman i Vida Stout van fundar la «Societat limnològica de Nova Zelanda» el 1967, actualment anomenada «Societat de Ciències d'Aigua Dolça de Nova Zelanda».
És coautora de la Guia de Crustacis d'aigua dolça de Nova Zelanda, publicada el 1976, amb Maureen Lewis. El 2011 es va publicar una versió actualitzada en la qual Chapman havia estat treballant abans de la seva mort.

## Retir
Després del seu retir el 1996, es va celebrar una sessió especial de conferències en honor seu, que va ressaltar en una secció especial al New Zealand Journal of Marine and Freshwater Research publicat el 1999. En el pròleg d'aquest número especial, Chapman era recordada per mantenir-se «molt relaxada» amb una «saludable falta de respecte a les normes i regulacions menors que assetgen les grans institucions, i estar disposada a tancar els ulls davant les bromes dels estudiants».
Els últims anys de Chapman van estar plens de mala salut, però va convertir la seva llar d'avis en una oficina i va continuar escrivint, fins i tot treballant en un esborrany d'una versió actualitzada de la guia d'aigua dolça Crustacea.
Va morir a Hamilton el 23 de maig del 2009.